# Amphignoma corybas
Amphignoma corybas är en insektsart som beskrevs av Alexander Fyodorovich Emeljanov 1991. Amphignoma corybas ingår i släktet Amphignoma och familjen vedstritar. Inga underarter finns listade i Catalogue of Life.